# Armata Națională Siriană
Armata Siriană Liberă pro-turcă, parțial reorganizată de Turcia, începând cu 30 mai 2017, ca Armata Națională Siriană, este o structură a Opoziției siriene constituită în principal din rebeli arabi și turkmeni sirieni, care operează în nordul Siriei. Gruparea este în general o parte a Operațiunii „Scutul Eufratului” sau a grupărilor mai mari din zonă care sunt aliate cu forțele participante la operațiune.
Formarea Armatei Naționale Siriene a fost anunțată oficial pe 30 decembrie 2017, în Azaz. Scopul general al grupării este să sprijine Turcia în crearea unei „zone sigure” în Siria și să constituie o Armată Națională, care va opera în teritoriul cucerit ca rezultat al Operațiunii „Scutul Eufratului”. Armata Siriană Liberă pro-turcă luptă împotriva Forțelor Democratice Siriene (FDS), Statului Islamic și armatei siriene guvernamentale, deși au avut puține confruntări cu aceasta din urmă. Armata Siriană Liberă pro-turcă a înființat și o forță de aplicare a legii, Poliția Liberă, sprijinită și ea de Turcia, însă separat de gruparea militară.
Conform afirmațiilor proprii ale grupării, Armata Siriană Liberă pro-turcă are un efectiv de peste 25,000 de combatanți.